# Speed of Sound
«Speed of Sound» — первый сингл из третьего студийного альбома Coldplay X&Y, выпущенный 23 мая 2005 года.

## О композиции
Написание песни было вдохновлено творчеством английской певицы Кейт Буш; рисунок ударных, в частности, напоминает ритм песни «Running Up That Hill».
«Speed of Sound» была опущена с первого места UK Singles Chart композицией «Axel F» в исполнении Crazy Frog, заняв второе место, однако уже через неделю лидеры поменялись местами. Песня оставалась № 1 в Top 75 в течение 16 недель. Песня стала первой в чарте UK Download № 1 у Coldplay. В американском чарте Billboard Hot 100 песня заняла 8 место, однако этот рекорд группы был побит в 2008 году песней «Viva la Vida».

## Музыкальное видео
Видеоклип на песню был снят в Лос-Анджелесе 22-23 апреля 2005 года режиссёром Марком Романеком. Съёмки проходили на фоне 640 больших светодиодных экранов, которые мерцали различными цветами. Видеоклип получил 4 номинации на состоявшейся в 2005 году церемонии MTV Video Music Awards.

## Отзывы критиков
«Speed of Sound» получила полярные отзывы критиков; многие отмечали её сходство с предыдущим синглом «Clocks».
К примеру, PopMatters отмечал, что композиция «звучит слишком безопасно, будто группа находится в режиме автопилота»; The Village Voice, напротив, писал, что песня «необычайно свежа и эмоциональна».

## Список композиций
UK CD, 7", 10", 12"
1. «Speed of Sound» — 4:49
2. «Things I Don’t Understand» — 4:55
3. «Proof» — 4:10 (CD и 10")

Japan CD
1. «Speed of Sound» — 4:49
2. «Things I Don’t Understand» — 4:55
3. «Proof» — 4:10

Australia CD
1. «Speed of Sound» — 4:49
2. «Things I Don’t Understand» — 4:55
3. «Proof» — 4:10

## Премии и номинации

### Премии
| Год  | Награда                 | Категория               |
| ---- | ----------------------- | ----------------------- |
| 2005 | MTV Europe Music Awards | Лучшая песня            |
| 2006 | BRIT Awards             | Лучший британский сингл |
| 2006 | ASCAP Awards            | Песня года              |

### Номинации
| Год  | Награда                | Категория                                          |
| ---- | ---------------------- | -------------------------------------------------- |
| 2005 | MTV Video Music Awards | Видеоклип года                                     |
| 2005 | MTV Video Music Awards | Лучшие спецэффекты                                 |
| 2005 | MTV Video Music Awards | Лучший монтаж                                      |
| 2005 | MTV Video Music Awards | Лучшая операторская работа                         |
| 2006 | Grammy Awards          | Лучшая рок-песня                                   |
| 2006 | Grammy Awards          | Лучшее вокальное рок-исполнение дуэтом или группой |